# 我出生的那一天
《我出生的那一天》（日語：ぼくの生まれた日）是2002年3月9日公映的《大雄与机器人王国》的附篇作品，全片时长25分钟45秒。此外，在1979年播出同名电视动画，1989年的重拍并改名为《大雄的诞生》播出。2008年4月25日至2010年3月26日，朝日电视台再次重拍播出。

## 登场声优
| 角色       | 日本配音員 |
| ---------- | ---------- |
| 哆啦A梦    | 大山羡代   |
| 大雄       | 小原乃梨子 |
| 静香       | 野村道子   |
| 小夫       | 肝付兼太   |
| 胖虎       | 立壁和也   |
| 大雄的妈妈 | 千千松幸子 |
| 大雄的爸爸 | 中庸助     |
| 静香的妈妈 | 松原雅子   |
| 小夫的妈妈 | 横尾まり   |
| 胖虎的妈妈 | 青木和代   |
| 护士1      | 佐藤佑子   |
| 护士2      | 松本幸     |

## 主题曲
| 歌曲                         | 作詞     | 作曲     | 編曲     | 演唱     |
| ---------------------------- | -------- | -------- | -------- | -------- |
| 想要見你（キミに會いたくて） | 小坂明子 | 小坂明子 | 小坂明子 | 小坂明子 |